# سایک آوت
سایک آوت (انگلیسی: Psych-Out) یا 'روان‌پریش'‌ فیلمی آمریکایی در سبک سینمای روان‌گردانی محصول سال ۱۹۶۸ است که دربارهٔ هیپی‌ها، موسیقی روان‌گردان و مواد مخدر تفریحی ساخته شده‌است. این فیلم با بازی سوزان استراسبرگ، جک نیکلسون (که علی‌رغم قرار داشتن در نقش اصلی، نامش پس از بازیگر نقش مکمل دین استاکول درج شده) و بروس درن ساخته شد و شرکت آمریکن اینترنشنال پیکچرز   تهیه و منتشرش کرد. کارگردان فیلم ریچارد راش  و فیلم‌بردار آن لاسلو کواکس بود.

## داستان
«جنی» دختری ناشنواست که از خانه فرار کرده و وارد منطقهٔ هیت-اشبری در سان‌فرانسیسکو می‌شود تا برادرش «استیو» را پیدا کند. او در یک کافه با «استونی» و گروه موسیقی هیپی‌اش به نام «مامبلین جیم» آشنا می‌شود. اعضای گروه، جنی را از دست پلیس پنهان می‌کنند و به او در یافتن برادرش کمک می‌کنند. تهیه‌کننده‌ای از آن‌ها می‌خواهد تا در محلی به نام «بال‌روم» برنامه اجرا کنند.
«وارن»، هنرمندی که پوسترهای روان‌گردان برای گروه طراحی می‌کند، در گالری‌اش دچار وحشت روانی می‌شود. در همین حین، جنی مجسمه‌ای بزرگ با طرح شعله‌های انتزاعی می‌بیند که آن را به عنوان اثر برادرش تشخیص می‌دهد. صاحب گالری می‌گوید خالق این اثر، هنرمندی دوره‌گرد است که او را «جوینده» می‌نامند. یکی از اعضای پیشین گروه به نام «دیو» ممکن است از محل فعلی «جوینده» خبر داشته باشد. اطلاعات دیو، آن‌ها را به یک اوراقی می‌کشاند، جایی که جنی ماشین برادرش را تشخیص می‌دهد. اما گروهی از اراذلی که آنجا پرسه می‌زنند به آن‌ها حمله می‌کنند و جنی را تهدید به تجاوز می‌کنند. درگیری بالا می‌گیرد و اعضای گروه به سختی جان سالم به‌در می‌برند.
در خانهٔ پرجمعیت استونی، زندگی روزمرهٔ هیپی‌ها آن‌چنان ایده‌آل نیست. ساکنان مشغول مراقبه، رابطهٔ جنسی، خواب، رقص یا تزئین فضا هستند، اما کسی خانه را تمیز نمی‌کند. جنی تلاش می‌کند ظرف‌های تلنبارشده را بشوید، اما متوجه می‌شود لوله‌کشی خراب است و با ناراحتی از خانه بیرون می‌زند. استونی برای پیدا کردنش به گالری هنری می‌رود، صدای شکستن شیشه می‌شنود و وارد می‌شود. «استیو» (جوینده) به گالری برگشته تا مجسمه‌اش را بردارد. او از جست‌وجوی خواهرش خوشحال است، اما می‌گوید تحت تأثیر مواد مخدر است و می‌خواهد وقتی با او روبه‌رو می‌شود، هوشیار باشد. او همچنین می‌گوید ناشنوایی جنی نتیجهٔ ضربهٔ روانی ناشی از رفتار خشونت‌آمیز مادرشان است.
اجرای گروه در «بال‌روم» موفقیت‌آمیز است. جوینده برای دیدن جنی ظاهر می‌شود، اما اراذل انبار قراضه او را تا خانه‌اش تعقیب می‌کنند. در مهمانی پس از اجرا، دیو به جنی آب پرتقالی تعارف می‌کند که در آن اس‌تی‌پی ریخته‌است. استونی با عصبانیت وارد می‌شود و سر جنی داد می‌زند. جنی دل‌شکسته لیوان را می‌پذیرد و تقریباً همه‌اش را می‌نوشد. او دوباره دربارهٔ جست‌وجوی برادرش صحبت می‌کند و دیو یادداشتی از جیبش درمی‌آورد که روی آن آدرسی نوشته شده و عبارت «خدا در شعله‌هاست». جنی با تراموا به آن آدرس می‌رود و استونی و دیو (که اکنون در حال تجربه روان‌گردان هستند) به دنبال او می‌روند.
جوینده که هنوز تحت تعقیب اراذل است، در داخل پناهگاهش آتش روشن می‌کند. جنی درست به موقع می‌رسد تا او را در میان شعله‌ها در حال نیایش ببیند؛ استیو فقط لبخند می‌زند و برایش دست تکان می‌دهد. جنی در میان سوگ و سردرگمی‌اش به پشت‌بام می‌دود، دچار توهم شدید می‌شود و سر از وسط پل گلدن گیت درمی‌آورد، جایی که ماشین‌ها از دو سو به سویش می‌آیند. او دست‌هایش را روی گوش‌هایش می‌گذارد. دیو و استونی پیدایش می‌کنند. دیو برای نجات جانش، او را از مسیر خودرو کنار می‌زند و خودش با ماشین برخورد کرده و کشته می‌شود. پیش از مرگ زمزمه می‌کند: «امیدوارم این هم یه سفر خوب باشه». جنی با ناراحتی و خشم می‌خواهد برود، اما استونی او را در آغوش می‌کشد. فیلم با صحنه‌ای از در آغوش کشیدن و گریه کردن آن دو به پایان می‌رسد.

## بازیگران
سوزان استراسبرگ در نقش جنی دیویس
دین استاکول در نقش دیو
جک نیکلسون در نقش استونی
بروس درن در نقش استیو دیویس
مکس جولین در نقش الوود
آدام روارک در نقش بن
هنری جاگلوم در نقش وارن
لیندا گی اسکات در نقش لین
آی.جی. جفرسون در نقش پاندورا
کن اسکات (بازیگر) در نقش واعظ
گری مارشال در نقش پلیس لباس‌شخصی
جان کاردوس در نقش اراذل
گری کنت در نقش سردستهٔ اراذل
گروه The Seeds در نقش خودشان
گروه Strawberry Alarm Clock در نقش خودشان

## تولید

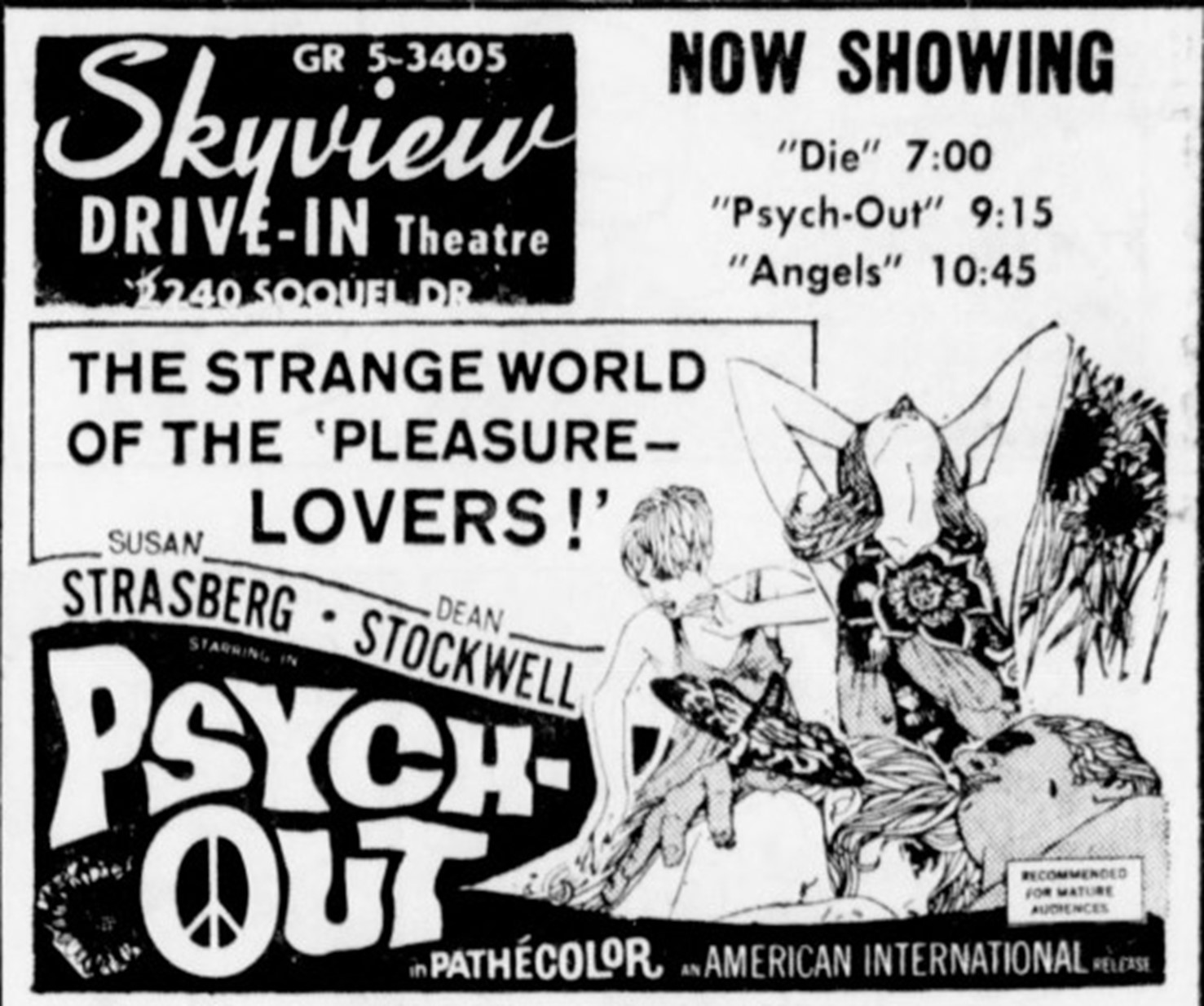
تبلیغ سینمای اتومبیل‌رو در سال ۱۹۶۸

دیک کلارک که تهیه‌کنندهٔ فیلم بود، در خاطراتش نوشت که اصرار داشته فیلم پیامی ضد‌مواد مخدر داشته باشد:
> «... چون دیدم بچه‌های هیپی توی کمون در وضعیت واقعاً رقت‌انگیزی زندگی می‌کردند. در فیلم صحنه‌هایی هست که همه‌چی به‌نظر عالیه، همه نشئه‌ان و خوش می‌گذرونن. بعد صحنهٔ فرداشب هست – زباله‌ها ریخته، سوسک از غذا رد می‌شه، یه پرتقال نیم‌خورده پر از کرم...»
نام اصلی فیلم فرزندان عشق بود، اما پخش‌کننده‌ها نگران بودند که مخاطبان فکر کنند فیلمی دربارهٔ «حرام‌زاده‌ها»ست، پس نام آن تغییر یافت. تهیه‌کننده ساموئل آرکاف عنوان Psych-Out را پیشنهاد داد که با موفقیت تجاری اخیر بازپخش فیلم روانی (فیلم ۱۹۶۰) الهام گرفته شده بود.
فیلم‌برداری از اکتبر تا نوامبر ۱۹۶۷ و در مدت ۲۲ روز انجام شد.
جلوه‌های ویژهٔ فیلم توسط گری کنت، هماهنگ‌کنندهٔ بدل‌کاری، طراحی شد.
بیشتر ترانه‌های فیلم و آلبوم موسیقی متن آن توسط گروه «استوری‌بوک»، یک گروه گاراژی از دره سن فرناندو اجرا شد. نسخهٔ ترانهٔ «آهنگ قشنگ از روان‌پریش» که در آلبوم موسیقی متن آمده، با اجرای گروه استوری‌بوک است، اما نسخه‌ای که در خود فیلم پخش می‌شود از گروه Strawberry Alarm Clock است.

## اکران
نسخهٔ اولیهٔ تدوین‌شده توسط ریچارد راش ۱۰۱ دقیقه بود، اما تهیه‌کننده‌ها آن را به ۸۲ دقیقه کاهش دادند. همین نسخه در سال ۲۰۰۳ توسط فاکس ویدئو روی دی‌وی‌دی عرضه شد. نسخهٔ منتشرشده توسط ویدئوی اچ‌بی‌او روی نوار وی‌اچ‌اس، ۹۸ دقیقه‌ای بود. در ۱۷ فوریه ۲۰۱۵، نسخهٔ کامل ۱۰۱ دقیقه‌ای کارگردان روی دی‌وی‌دی و بلو-ری عرضه شد.